# Латронико
Латронико (итал. Latronico) — коммуна в Италии, расположена в регионе Базиликата, подчиняется административному центру Потенца.
Население составляет 5094 человека (на 2004 г.), плотность населения составляет 69 чел./км². Занимает площадь 75 км². Почтовый индекс — 85043. Телефонный код — 0973.
Покровителем населённого пункта считается святой Эгидий. Праздник ежегодно празднуется 1 сентября.